# Nycteribia papuensis
Nycteribia papuensis är en tvåvingeart som beskrevs 1967 av Oskar Theodor. Arten ingår i släktet Nycteribia och familjen lusflugor. Den är endemisk för Nya Guinea och inga underarter finns listade i Catalogue of Life.